# 弘始
弘始（或作洪始、宏始；399年九月-416年正月）是十六国时期后秦君主文桓帝姚兴的第二个年号，共计18年。
弘始十八年二月姚泓即位，改元永和元年。

## 纪年
| 弘始 | 元年   | 二年   | 三年   | 四年   | 五年   | 六年   | 七年   | 八年   | 九年  | 十年  |
| ---- | ------ | ------ | ------ | ------ | ------ | ------ | ------ | ------ | ----- | ----- |
| 公元 | 399年  | 400年  | 401年  | 402年  | 403年  | 404年  | 405年  | 406年  | 407年 | 408年 |
| 干支 | 己亥   | 庚子   | 辛丑   | 壬寅   | 癸卯   | 甲辰   | 乙巳   | 丙午   | 丁未  | 戊申  |
| 弘始 | 十一年 | 十二年 | 十三年 | 十四年 | 十五年 | 十六年 | 十七年 | 十八年 |       |       |
| 公元 | 409年  | 410年  | 411年  | 412年  | 413年  | 414年  | 415年  | 416年  |       |       |
| 干支 | 己酉   | 庚戌   | 辛亥   | 壬子   | 癸丑   | 甲寅   | 乙卯   | 丙辰   |       |       |

## 参看
- 中国年号索引
- 同期存在的其他政权年号
  - 隆安（397年-401年）：東晉皇帝晋安帝司马德宗的年号
  - 元兴（402年-404年）：東晉皇帝晋安帝司马德宗的年号
  - 大亨（402年三月-十二月）：東晉皇帝晋安帝司马德宗的年号
  - 义熙（405年-418年）：東晉皇帝晋安帝司马德宗的年号
  - 永始（403年十二月-404年五月）：桓玄年号
  - 天康（404年-405年二月）：桓谦年号
  - 太初（388年六月-400年七月）：西秦政权乞伏乾归年号
  - 更始（409年七月-412年八月）：西秦政权乞伏乾归年号
  - 永康（412年八月-419年）：西秦政权乞伏炽磐年号
  - 长乐（399年-401年七月）：后燕政权慕容盛年号
  - 光始（401年八月-406年）：后燕政权慕容熙年号
  - 建始（407年正月-407年七月）：后燕政权慕容熙年号
  - 建平（400年-405年十一月）：南燕政权慕容德年号
  - 太上（405年十一月-410年二月）：南燕政权慕容超年号
  - 太平（403年四月）：王始年号
  - 正始（407年七月-409年十月）：北燕政权高雲年号
  - 太平（409年十月-430年）：北燕政权冯跋年号
  - 龙飞（396年六月-399年）：后凉政权吕光年号
  - 咸寧（399年十二月—401年正月）：后凉政权呂纂年号
  - 神鼎（401年二月-403年八月）：后凉政权吕隆年号
  - 太初（397年-399年）：南凉政权秃发乌孤年号
  - 建和（400年-402年三月）：南凉政权秃发利鹿孤年号
  - 弘昌（402年三月-404年二月）：南凉政权秃发傉檀年号
  - 嘉平（408年十一月-414年七月）：南凉政权秃发傉檀年号
  - 庚子（400年十一月-404年）：西凉政权李暠年号
  - 建初（405年-417年二月）：西凉政权李暠年号
  - 嘉兴（417年二月-420年七月）：西凉政权李歆年号
  - 天玺（399年二月-401年五月）：北凉政权段业年号
  - 永安（401年六月-412年十月）：北凉政权沮渠蒙逊年号
  - 玄始（412年十一月-428年）：北凉政权沮渠蒙逊年号
  - 龙升（407年六月-413年二月）：夏国政权赫连勃勃年号
  - 凤翔（413年三月-418年十月）：夏国政权赫连勃勃年号
  - 昌武（418年十一月-419年正月）：夏国政权赫连勃勃年号
  - 天赐（404年十月-409年十月）：北魏政权拓跋珪年号
  - 天兴（398年十二月-404年十月）：北魏政权拓跋珪年号
  - 天赐（404年十月-409年十月）：北魏政权拓跋珪年号
  - 永兴（409年闰十月-413年）：北魏政权拓跋嗣年号
  - 神瑞（414年-416年四月）：北魏政权拓跋嗣年号
  - 泰常（416年四月-423年）：北魏政权拓跋嗣年号
  - 建平（415年三月-416年九月）：白亚栗斯、刘虎年号